# 锡马克西斯
锡马克西斯（義大利語：Simaxis），是意大利撒丁大区奥里斯塔诺省的一个市镇。总面积27.77平方公里，人口2265人，人口密度81.6人/平方公里（2009年）。ISTAT代码为095059。